# Plöckenstein
Le Plöckenstein en allemand ou le Plechý en tchèque est une montagne culminant à 1 378 ou 1 379 mètres d'altitude dans le massif de la forêt de Bohême, à la frontière entre l'Autriche et la République tchèque. C'est le plus haut sommet frontalier entre les deux pays, ainsi que le plus haut sommet du Mühlviertel et de la Bohême-du-Sud.

## Géographie
Le Plöckenstein se situe entre la commune autrichienne de Schwarzenberg am Böhmerwald au sud et la commune tchèque de Nová Pec au nord-est. Au nord-est, légèrement au-dessous du sommet, se trouve en République tchèque le Plešné jezero, le plus septentrional des huit lacs glaciaires de la forêt de Bohême ; le flanc nord de la montagne est la zone centrale du parc national de Šumava. Le Jezerní potok jaillit de la montagne.
Le Plöckenstein se situe à environ 1,3 km à l'est du tripoint Allemagne-Autriche-République tchèque.

## Sites à proximité
Pendant la guerre froide, la frontière de la forêt de Bohême est inaccessible pour les citoyens d'Europe orientale avec le rideau de fer. Le nouveau gouvernement le 10 décembre 1989 fait démolir les fortifications de la frontière tchécoslovaque dans le mois.
Les sites touristiques et les lieux d'excursion autour de Plöckenstein sont notamment :
- le monument à Adalbert Stifter (1 311 mètres, République tchèque) : un obélisque de 14,5 mètres est érigé en 1876 sur un piton rocheux au-dessus du Plešné jezero en mémoire d'Adalbert Stifter ;
- le Dreisesselberg (1 333 mètres, Allemagne) ;
- le Plešné jezero (1 090 mètres, République tchèque) ;
- le canal alluvial de Schwarzenberg (Autriche-République tchèque) : canal créé artificiellement qui surmonte la ligne de partage des eaux entre la Vltava et le Danube ;
- Réservoir de Lipno (725,6 mètres, République tchèque) ;
- le Bayerischer Plöckenstein (1 365 mètres, Allemagne) ;
- le Teufelsschüssel (1 108 mètres, Autriche).